# Notodontinae
Notodontinae — підродина метеликів родини Зубницеві (Notodontidae).

## Опис

### Гусениці
Більшість гусениць Notodontinae піднімають голову або хвіст, коли їх потривожать, при цьому деякі показують очні плями. Деякі з них волохаті, але деякі з них гладкі з кількома шипами. Вони, як правило, барвисті і активно годуються протягом дня. Більшість з них харчуються листям.

### Імаго
Дорослі молі цієї підродини від середнього до великого розміру, з міцними тілом. Голова, груди і ноги часто покриті довгою шерстю. Переднє крило, як правило, подовжено-трикутної форми. Заднє крило кругле і набагато коротше, ніж переднє крило. Вони активні в нічний час.

## Класифікація
У підродину включають наступні роди:
| - Chadisra - Cleapa - Drymonia - Ellida - Homocentridia - Hupodonta - Leucodonta - Lophocosma - Melagonina - Mesophalera - Metriaeschra - Mimesisomera - Neodrymonia - Nephodonta - Nerice | - Norracoides - Notodonta - Odontosiana - Paranerice - Peridea - Periphalera - Pheosia - Pheosiopsis - Pseudofentonia - Pseudosomera - Pseudostauropus - Rachiades - Semidonta - Shaka |